# مرعد بن رعد
الأمير مرعد بن رعد بن زيد الحسين (وُلِد في 11 يونيو 1965 في عمان، الأردن) أمير أردني من العائلة الهاشمية الحاكمة في الأردن، هو الابن الثاني للأمير رعد بن زيد رئيس العائلتين الملكيتين في العراق وسوريا من زوجته السويدية مارغريثا إنغا إليزابيث ليند، التي عُرفت بعد زواجها باسم ماجدة رعد. في 28 فبراير 2021، صدرت إرادة ملكية تقضي بتعيينه كبير الأمناء ونائب الرئيس في الديوان الملكي الهاشمي.
كرّس الأمير مرعد حياته لخدمة المجتمع. فمنذ عام 2014، تولّى رئاسة المجلس الأعلى لشؤون الأشخاص ذوي الإعاقة في الأردن، حيث عمل على ضمان الامتثال لاتفاقية حقوق الأشخاص ذوي الإعاقة. كما يشغل منصب رئيس اللجنة الوطنية لإزالة الألغام وإعادة التأهيل. في عام 2008، ترأس الاجتماع الثامن للدول الأطراف في معاهدة أوتاوا، ومنذ ذلك الحين، استمر في العمل كمبعوث خاص لمعاهدة حظر الألغام، حيث قاد جهود حظر الألغام الأرضية في دول مثل لاوس والولايات المتحدة والصين وكوريا الجنوبية.

## الحياة المبكرة والتعليم
ولد الأمير مرعد بن رعد في الحادي عشر من يونيو من العام 1965 م، ليكون النجل الثاني لوالده الأمير رعد بن زيد كبير أمناء الديوان الملكي الهاشميمن زوجته سويدية الأصل الأميرة ماجدة رعد، واسمها مارغريثا إنغا إليزابيث ليند. تلقّى تعليمه الابتدائي في الأردن، حيث درس في المراحل الأولى من دراسته في المدرسة الوطنية الأرثوذكسية.
واصل الأمير مرعد رحلته التعليمية في مدرسة ريدز في إنجلترا، ثم انتقل إلى مدرسة هون في برينستون بولاية نيوجيرسي، حيث تخرّج عام 1983. التحق بعد ذلك بجامعة تافتس في ميدفورد، ماساتشوستس، وحصل على درجة البكالوريوس عام 1987. استكمل دراسته العليا في جامعة كامبريدج، حيث حصل على درجة الماجستير في الفلسفة والدراسات التاريخية عام 1988. ثم التحق أكاديمية ساندهيرست العسكرية الملكية بالمملكة المتحدة، حيث تخرّج عام 1990. عاد بعد ذلك إلى جامعة تافتس، حيث التحق بـكلية فليتشر للقانون والدبلوماسية وتخرّج عام 1995.

## الحياة الشخصية
عقد الأمير مرعد بن رعد قرانه على دينا محمد خليفة في عمان في الأول من يوليو عام 1992. ورُزقا بثلاثة أبناء. ابنتهما الكبرى، الأميرة شيرين بنت مرعد، وُلِدت في 19 مايو 1993 في عمان. وفي 4 أكتوبر 2021، عٌقِد قرانها على جعفر محمد النابلسي في مراسم كتب الكتاب التي أُقيمت في منزل والدها الأمير مرعد بن رعد. أما ابنهما الأول، الأمير راكان بن مرعد، فقد وُلِد في 20 نوفمبر 1995 في عمّان، وتبعه شقيقه الأصغر، الأمير جعفر بن مرعد، المولود في 4 سبتمبر 2002 في عمان.
تُعدّ الأميرة دينا مرعد من الشخصيات البارزة في مجال مكافحة السرطان، إذ شغلت سابقًا منصب المديرة العامة لمؤسسة الحسين للسرطان، ولا تزال نشطة في الجهود الرامية للحد من انتشار المرض، لا سيما في الدول النامية.
شقيق الأمير مرعد الأكبر، الأمير زيد، شغل منصب مفوض الأمم المتحدة السامي لحقوق الإنسان من سبتمبر 2014 حتى عام 2018، كما كان المندوب الدائم للأردن لدى الولايات المتحدة من 2010 حتى عام 2014.

## المسيرة المهنية
بموجب الإرادة الملكية التي صدرت في 21 نيسان من عام 2014 أصبح الأمير مرعد رئيس المجلس الأعلى لشؤون الأشخاص ذوي الإعاقة (جرى لاحقًا تغيير المسمى بموجب قانون حقوق الأشخاص ذوي الإعاقة رقم 20 لسنة 2017 ليصبح: المجلس الأعلى لحقوق الأشخاص ذوي الإعاقة) وذلك خلفاً لوالده الأمير رعد بن زيد كبير الأمناء.

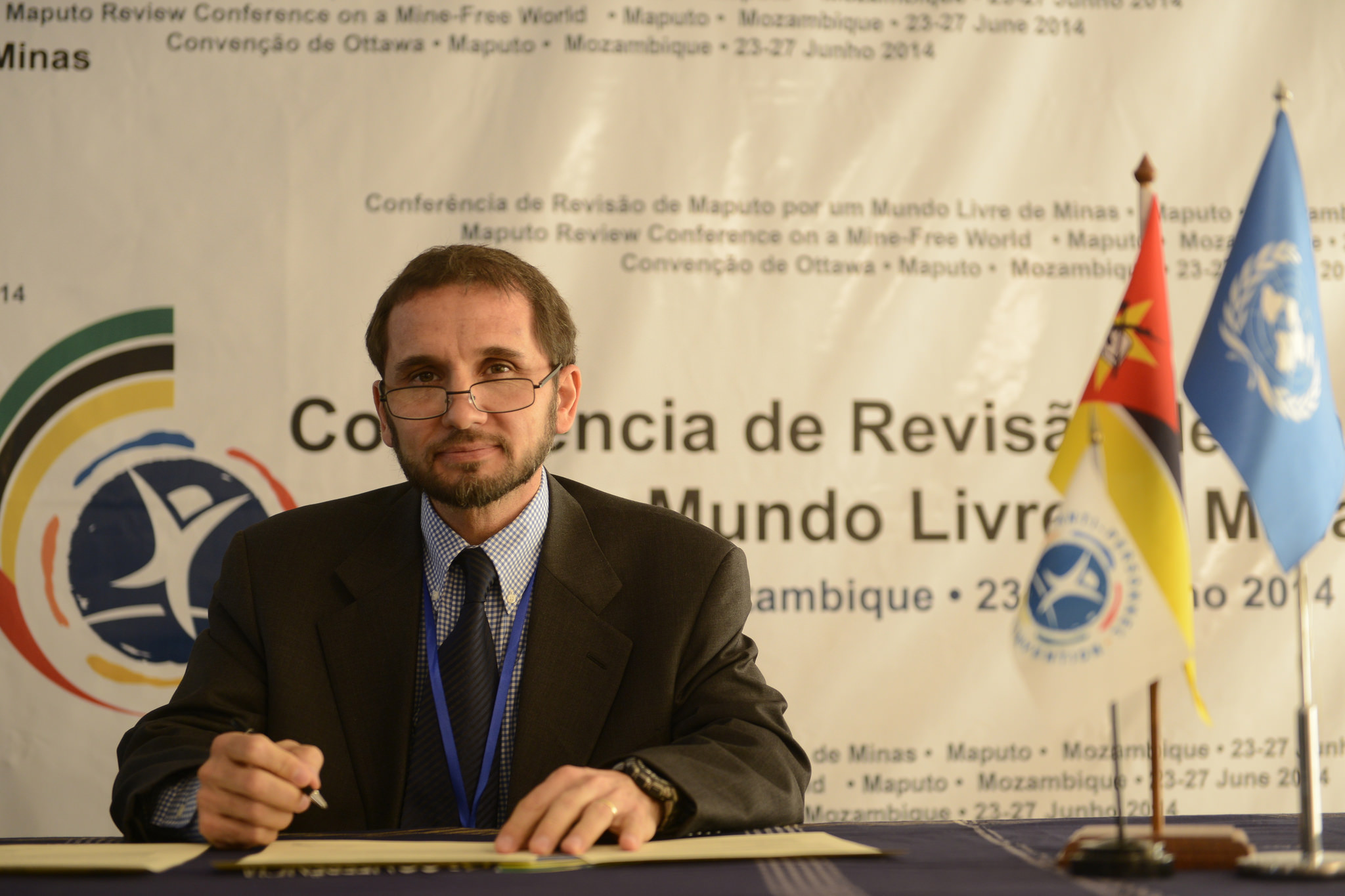
الأمير مرعد يوقع على إعلان مابوتو لعالم خالٍ من الألغام في موزمبيق، 28 فبراير 2016.

بموجب إرادة ملكية صادرة في 21 أبريل 2014، عيِّن الأمير مرعد رئيسًا للمجلس الأعلى لشؤون الأشخاص ذوي الإعاقة (خلفًا للأمير رعد بن زيد كبير الأمناء). ومن خلال هذا المنصب، تولى مسؤولية التحدث علنًا عن التزامات الأردن تجاه الأشخاص ذوي الإعاقة وفقًا لالتزاماته بموجب اتفاقية حقوق الأشخاص ذوي الإعاقة. يشغل الأمير مرعد أيضًا منصب رئيس اللجنة الوطنية الأردنية لإزالة الألغام وإعادة التأهيل. وإلى جانب ذلك، يترأس لجنة المرضى العسكريين الهاشمية، كما شغل منصب نائب رئيس المجلس الأعلى لشؤون الأشخاص ذوي الإعاقة.
الأدوار القيادية
يشغل الأمير مرعد مناصب قيادية في عدة مؤسسات بارزة في الأردن. فهو رئيس اللجنة الهاشمية للمصابين العسكريين، حيث يدعم المحاربين القدامى الأردنيين الذين تعرضوا لإصابات أثناء خدمتهم. كما يترأس اللجنة البارالمبية الأردنية، حيث يعزز الرياضة والفرص المتاحة للرياضيين ذوي الإعاقة. بالإضافة إلى ذلك، يشرف على عمليات إزالة الألغام ويدعم المجتمعات المتضررة من خلال قيادته للجنة الوطنية الأردنية لإزالة الألغام وإعادة التأهيل.

### المناصرة لحظر الألغام الأرضية

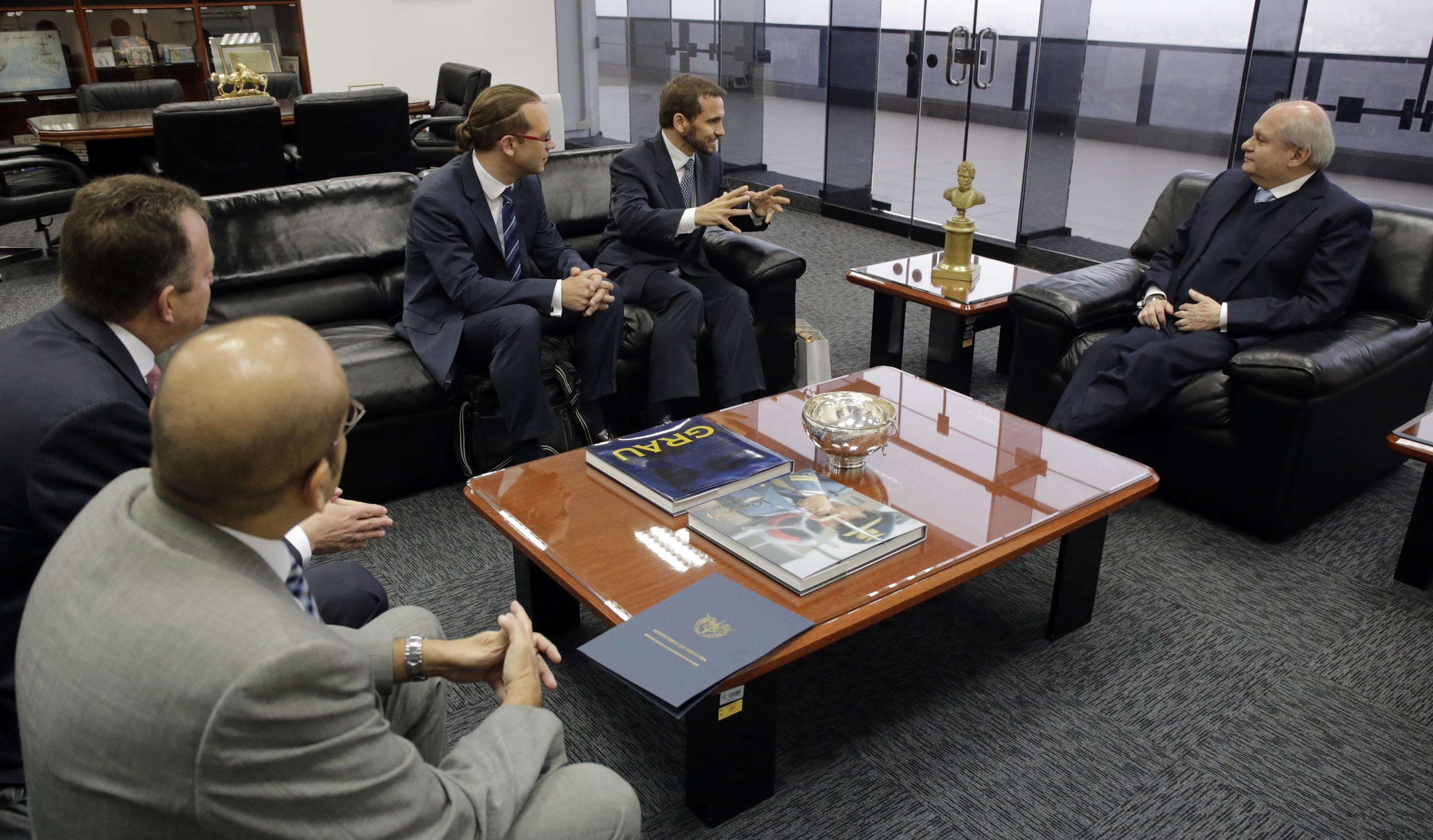
وزير الدفاع الإسباني بيدرو كاتريانو يستقبل الأمير مرعد في زيارة بروتوكولية كمبعوث خاص لاتفاقية حظر الألغام المضادة للأفراد – 23 يونيو 2012.

في عام 2008، ترأس الأمير مرعد الاجتماع الثامن للدول الأطراف في اتفاقية حظر استعمال وتخزين وإنتاج ونقل الألغام المضادة للأفراد وتدميرها، والمعروفة أيضًا باسم معاهدة أوتوا، والتي عُقدت في البحر الميت. ومن خلال هذا المنصب، قام بزيارة فنلندا لحثّها على الانضمام للاتفاقية، حيث التقى بوزير الخارجية ألكسندر ستوب، كما زار بولندا، التي لم تكن حينها عضوًا في اتفاقية أوتاوا.
مع انتهاء ولايته، طُلب من الأمير تمثيل الجهود الرامية لتعزيز المعاهدة، ليصبح مبعوثًا خاصًا لها.
بصفته مبعوثًا خاصًا، يعمل الأمير مرعد على تعزيز الحظر العالمي ضد الألغام الأرضية ودعم ضحاياها. وقد شملت مهامه زيارات للولايات المتحدة عام 2010، حيث التقى بسامانثا باور، كما التقى في نفس العام برئيس وزراء منغوليا س. باتبولد.
في عام 2011، زار كوريا الجنوبية، ومملكة تونغا البولينيزية حيث التقى برئيس الوزراء الذي يشغل أيضًا منصب وزير الخارجية والدفاع سياليتاونجو تويفاكانو ‏، وتوفالو حيث التقى مع رئيس الوزراء ويلي تيلافي ‏، ووزير الخارجية أبيساي إليميا ‏. في عام 2013 سافر إلى الصين للقاء نائب وزير الخارجية آنذاك لي باودونج ‏ والعديد من المسؤولين في وزارة الدفاع.
في عام 2018، قام بجولة في سريلانكا حيث التقى مع الرئيس مايتريبالا سيريسينا، ورئيس الوزراء رانيل ويكريمسينغه، ووزير الخارجية تيلاك مارابانا ‏، ووزير إصلاح السجون المسؤول عن مكافحة الألغام ديفا مانوهاران سواميناثان ‏، وغيرهم. في نفس العام، قام بمهمة إلى ميانمار للترويج لحظر الألغام، حيث التقى مع وزير التعاون الدولي يو كياو تين ووزير الدفاع الجنرال سين وين. في لاوس، التقى أيضًا مع وزير الخارجية ساليومكساي كوماسيث ‏، ونائب وزير الخارجية ثونغبان سافانفيت؛ ووزير الدفاع الجنرال شانساموني شانيالاث؛ ووزير العمل والشؤون الاجتماعية خامفينج سايسومفينج ‏؛ ورئيس الوزراء ثونجلون سيسوليث.
في عام 2019، وبالتعاون مع أميرة أستريد من بلجيكا، أرشيدقة النمسا-إستي، وهاكون ولي عهد النرويج، أطلقوا اجتماعًا عالميًا بشأن الألغام الأرضية، في أوسلو، النرويج، حيث تم اعتماد معاهدة حظر الألغام قبل عقدين من الزمان.

## الأوسمة

### الأوسمة الأجنبية
- السويد: وسام النجم القطبي الملكي السويدي من فئة قائد كبير (15 نوفمبر 2022).[43]